# Iulia Bobeică
Iulia Bobeică, född den 3 juli 1967 i Gorbănești i Rumänien, är en rumänsk roddare.
Hon tog OS-silver i fyra utan styrman i samband med de olympiska roddtävlingarna 1992 i Barcelona.